# 레컨
《레컨》(영어: Recon)은 2019년에 공개한 미국의 영화이다.

## 캐스팅

### 주연
- 알렉산더 루드위그 : 마슨 역
- 프랑코 네로 : 안젤로 역
- 샘 킬리 : 조이너 역

### 조연
- 크리스 브로슈 : 호프웰 역
- 크리스티 버크 : 그레타 역